# Rio Santa Lucía
O rio Santa Lucía é um curso de água e afluente da margem esquerda do rio da Prata. Banha a cidade de  Santa Lucía, que fica às margens do rio.

## Pontes
As pontes que cruzam seu curso são as seguintes:
1. Ponte Alfredo Zitarrosa (Ruta 1)
2. Ponte da Barra de Santa Lucía (Ruta 1 Vieja)
3. Ponte velha da Ruta 11[3]
4. Nova ponte da Ruta 11[4]
5. Ponte ferroviária de Veinticinco de Agosto
6. Ponte de Paso Pache (ponte velha da Ruta 5)
7. Nova ponte da Ruta 5
8. Ponte ferroviária
9. Ponte da Ruta 6
10. Ponte da Ruta 7
11. Ponte da Ruta 108 em Paso Roldán